# Dogan Akhanli
Dogan Akhanli (ur. 18 marca 1957 w Şavşat w prowincji Аrtvin, zm. 31 października 2021 w Berlinie) – niemiecki pisarz pochodzenia tureckiego. Od 1992 roku mieszkał w Kolonii.

## Życiorys

### Młodość
Urodził się w 1957 roku jako syn nauczyciela w prowincji Artvin nad Morzem Czarnym. Swoje pierwsze dziecięce lata spędził w małej tureckiej wiosce na północno-wschodnich obrzeżach Turcji. W wieku dwunastu lat przeniósł się do starszego brata do Stambułu, aby móc kontynuować edukację. Później studiował historię i pedagogikę w Trabzonie.
Po tym jak w 1975 roku z powodu zakupu lewicowej gazety spędził pięć miesięcy w areszcie, zaczął angażować się politycznie jako członek nielegalnej Rewolucyjnej Komunistycznej Partii Turcji. Po zamachu stanu w Turcji 12 września 1980 roku działał w konspiracji. W maju 1985 roku Akhanli wraz z żoną Aishą i ich 16-miesięcznym synem został aresztowany i spędził jako więzień polityczny dwa i pół roku (od 1985 do 1987 roku) w wojskowym więzieniu w Stambule. Według jego relacji był w areszcie torturowany.

### Niemcy
W 1991 roku uciekł do Niemiec, gdzie udzielono mu azylu politycznego. Od 1995 roku mieszka jako pisarz w Kolonii. W 1998 roku został pozbawiony obywatelstwa tureckiego, gdyż odmówił stawienia do odbycia służby wojskowej w Turcji. Jest członkiem międzynarodowego stowarzyszenia pisarzy PEN Club. Od 2001 roku posiadał wyłącznie obywatelstwo niemieckie.

### Proces w Turcji
10 sierpnia 2010 roku został aresztowany podczas wjazdu do Turcji i spędził pod zarzutem udziału w 1989 roku w napadzie kilka miesięcy w areszcie. W grudniu 2010 roku został wypuszczony na wolność.
Proces był jednak w 2011 roku pod jego nieobecność kontynuowany. Akhanli zaprzeczył wszelkim oskarżeniom udziału w posądzanych czynach i nazwał zarzuty jako motywowane politycznie. 12 października 2011 Akhanli został uniewinniony przez sąd w Stambule ze względu na brak dowodów popełnienia przestępstwa. Dwóch świadków, którzy pod naciskiem policji złożyli obciążające Akhanliego zeznania, wycofało się. W kwietniu 2013 roku wyrok uniewinniający został anulowany w procesie rewizyjnym i wydany został za Akhanlim międzynarodowy nakaz aresztowania.

### Aresztowanie w Hiszpanii
19 sierpnia 2017 roku hiszpańska policja aresztowała Akhanliego w Granadzie na żądanie strony tureckiej. Stało się to na podstawie znajdującego się w bazach Interpolu listu gończego o kategorii "Red Notice".
Minister spraw zagranicznych Niemiec Sigmar Gabriel wypowiedział się przeciwko ekstradycji do Turcji i zapowiedział zaangażowanie się Niemiec w przebieg procedury ekstradycji. W rozmowie z szefem MSZ Hiszpanii Gabriel zaapelował o niewydawanie pisarza stronie tureckiej i poprosił o jak najszybsze zapewnienie Akhanliemu opieki konsularnej.
20 sierpnia 2017 Akhanli został zwolniony z aresztu, ale bez możliwości opuszczania Hiszpanii Kilka dni po wypuszczeniu pisarza Interpol usunął z baz wpis o poszukiwaniu Akhanliego listem gończym.

## Publikacje
- Die Richter des Jüngsten Gerichts. Turecki tytuł oryginału: Kıyamet Günü Yargıçları. Tłumaczenie z języka tureckiego Hülya Engin, Kitab, Klagenfurt 2007, ISBN 978-3-902005-98-4.
- Die Tage ohne Vater. Tłumaczenie z języka tureckiego Önder Endem, Kitab, Klagenfurt 2016, ISBN 978-3-902878-65-6.
- Annes Schweigen – sztuka teatralna[13]